# Gerd Lüttig

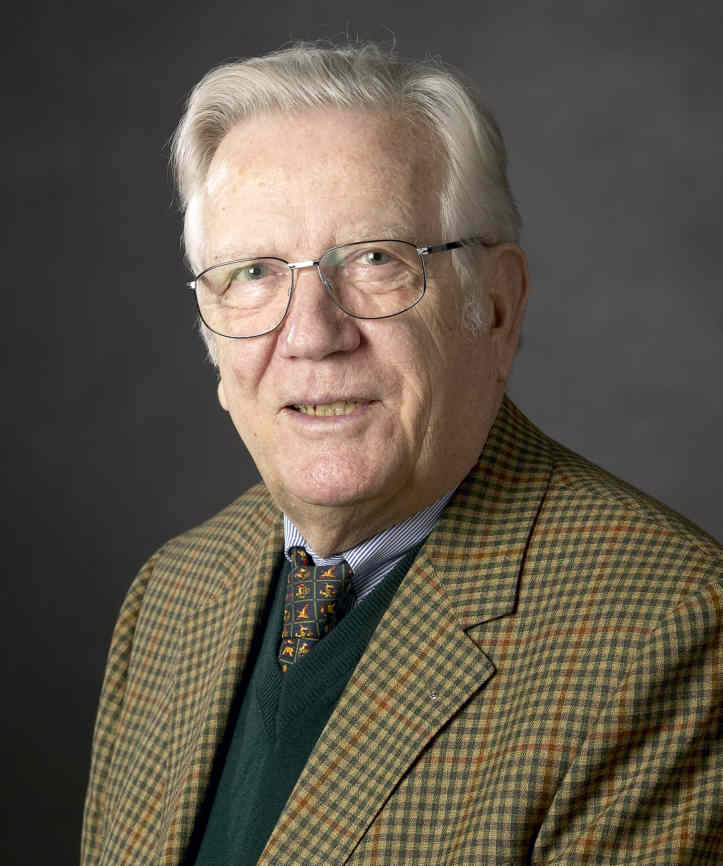
Gerd Lüttig (2010)

Gerd Walter Lüttig (* 21. September 1926 in Lindenthal bei Leipzig; † 16. Juli 2010 in Celle) war ein deutscher Geologe.

## Werdegang
Lüttig war ein Verwandter des deutschen „Sturm und Drang“-Dichters Gottfried August Bürger (1747–1794). Nach Kriegsdienst und abwechselnden Aufenthalten in britischer und französischer Gefangenschaft studierte Gerd Lüttig ab dem Jahre 1946 in Freiberg/Sachsen, Freiburg i. Br. und Göttingen Geologie und Paläontologie.
1952 legte er das Examen zum Diplom-Geologen ab und wurde an der Universität Göttingen zum Dr. rer. nat. promoviert mit dem Dissertationsthema Alt- und mittelpleistozäne Eisrandlagen zwischen Harz und Weser. 1953 trat er in das „Amt für Bodenforschung“ in Hannover ein, legte 1956 das Zweite Staatsexamen mit Auszeichnung ab und wurde zunächst als außerplanmäßiger, 1958 dann als planmäßiger Landesgeologe in den Landesdienst übernommen. 1962 wurde er Leiter der Kartierabteilung, 1967 Leitender Direktor der „Hauptabteilung Landesaufgaben“ und ab 1970 in Personalunion Vizepräsident des „Niedersächsischen Landesamtes für Bodenforschung“ sowie der „Bundesanstalt für Geowissenschaften und Rohstoffe“ (BGR). Nachdem er 1963 einen Lehrauftrag an der Technischen Universität Braunschweig angenommen hatte, habilitierte er dort 1969 und wurde 1973 zum außerplanmäßigen Professor ernannt. Ab 1967 wirkte er in der Lehre am Geologisch-Paläontologischen Institut der Universität Göttingen, von der er 1974 zum Honorarprofessor ernannt wurde. Zum 1. Oktober 1980 wechselte er auf den Lehrstuhl für Angewandte Geologie der Friedrich-Alexander-Universität Erlangen-Nürnberg. Von 1988 bis 1994 war er Gastprofessor an der Freien Universität Brüssel. Am 31. Oktober 1992 erfolgte seine Emeritierung.
Auf Lüttig gehen die Gründung der „Deutschen Gesellschaft für Moor- und Torfkunde“ (DGMT) und der „International Peat Society“ (Internationale Torfgesellschaft) zurück, deren beider Ehrenmitglied er ist. Darüber hinaus war er als Berater diverser Bundesregierungen und ausländischer Regierungen sowie Kommissionen der UNO, der UNESCO und der EU tätig.
Lüttig ist vor allem als Geschiebeforscher bekannt. Er führte eine gegenüber der Methode von Julius Hesemann verfeinerte Kennzeichnungsmethode der Herkunft von Leitgeschieben ein, das Theoretische Geschiebezentrum (TGZ). Dazu erfasste er 1958 rund 400 Leitgeschiebe mit geographischen Koordinaten der Herkunft.
Lüttig war Vizepräsident der Bundesanstalt für Geowissenschaften und Rohstoffe und hatte im Auftrag der Kernbrennstoff-Wiederaufbereitungsgesellschaft zwischen 1972 und 1975 bundesweit 250 verschiedene Salzstöcke für die Lagerung atomarer Reststoffe untersucht und in Klassen unterschiedlicher Eignung kategorisiert. Das Atomreststofflager Gorleben kam darunter nicht vor.
1998 erhielt er die Albrecht-Penck-Medaille.

## Veröffentlichungen (Auswahl)
- Pleistozän-Tektonik nördlich Northeim. In: Geologisches Jahrbuch. Band 68, 1954, S. 587–614.
- Alt- und Mittelpleistozäne Eisrandlagen zwischen Harz und Weser. In: Geologisches Jahrbuch. Band 70, 1954 S. 43–125 (= Diss. Univ. Göttingen 1952).
- Die Mollusken des Interglazials von Elze. In: Paläontologische Zeitschrift. Band 27, Nr. 1–2. April 1953, S. 67–84, doi:10.1007/BF03041835.
- Methodische Fragen der Geschiebeforschung. In: Geologisches Jahrbuch. Band 75, 1958, S. 361–418.
- Neue Ergebnisse quartärgeologischer Forschung im Raume Alfeld-Hameln-Elze. In: Geologisches Jahrbuch. Band 77, 1960, S. 337–390.
- Der Quellkalk von Laer (Kreis Osnabrück-Land). In: Veröff. Naturwiss. Ver. Osnabrück Bd. 29, 1960, S. 67–75, 1 fig., 3 photoplts.
- Die ersten Ostrakoden aus dem Quellkalk von Alfeld/Leine. In: Geologisches Jahrbuch. Band 79, 1961, S. 93–116
- Zoologische und paläontologische Ostracoden-Systematik. In: Paläontologische Zeitschrift. Band 36, 1962, S. 154–184.
- Abnorme Quartärprofile im nordwestdeutschen Bergland. In: Geologisches Jahrbuch. Band 88, S. 13–34.
- Mit Otto Gold: Elbistan – Erfolg einer Untersuchung der Türkei auf Braunkohle mit Mitteln der deutschen technischen Hilfe. (Känozoikum und Braunkohlen der Türkei). In: Braunkohle, Wärme, Energie. 8, 1972.
- Prospektive Geologie – eine Antwort auf die Umweltprobleme der Gegenwart und der Zukunft. In: Zeitschrift der Deutschen Geologischen Gesellschaft. Band 127, Enke Verlag, 1976, S. 1–10.
- Die oberflächennahen Rohstofflagerstätten und ihre gegenwärtige wirtschaftliche, wissenschaftliche und rohstoffpolitische Rolle. In: Geol. Jahrbuch. Reihe D, Heft 27, 162 S., Hannover 1977.
- Die Entwicklungsländer mit geringem Geopotential aus der Sicht des Geowissenschaftlers. (Niedersächsische Landeszentrale für politische Bildung), Dieterichsche Universitäts-Buchdruckerei, Hannover 1978.
- The role of geothermal energy in the relation between resources and demand of conventional energies. In: Geothermic, Thermal-Mineral Waters and Hydrogeology., S. 1–17, 1985.
- Die Grenzen des Wachstums, geognostisch gesehen. In: Erlanger geographische Arbeiten. Heft 44, Palm und Enke, Erlangen 1985.
- Man’s Dependence on the Earth - The Role of the Geosciences in the Environment. 216 S., Stuttgart E. Schweizerbart’sche Verlagsbuchhandlung, (Nägele u. Obermiller) 1987.
- Geognostische Entwicklungsprognose für die Sand- und Kiesindustrie., 33 Seiten, 11 Abb. 1988.
- Kommentar zur Frage der Baggersee-Verdunstung. Erlangen (Lehrstuhl Angewandte Geologie der Universität Erlangen-Nürnberg) 1989.
- Der Landkreis Neumarkt/Opf., geologisch gesehen. In: [Landratsamt Neumarkt/Opf.]: Der Landkreis Neumarkt/Opf. - Das große Heimatbuch der Westlichen Oberpfalz: 55–80, 13 Abb., 1 geol. Kte., Regensburg (MZ) 1993.
- Neue Ergebnisse zur Verdunstung von Baggerseen. In: Schriften z. Fachtag. „Produktion v. Kies u. Sand 16.-17.01.1996“: 77–90, 7 Abb., Aachen 1996.
- Zum Alter der jungen Vulkanite in NE-Bayern (und Umgebung). In: Geologische Blätter für Nordost-Bayern und angrenzende Gebiete. 48, Nr. 1–3, Erlangen 1998 S. 21–50.
- Heisterbergphase und Vollgliederung des Drenthe-Stadiums. In: Eiszeitalter  u.  Gegenwart 49, Hannover 1999, S. 144–163.
- Ergebnisse siebenjähriger Verdunstungsbeobachtungen an einem Baggersee in Südhessen. In: Schriftenr. Umweltber. ISTE Baden-Württembg. 2 (2. erw. Aufl.), S. 197–223, 11 Abb., 5 Tab., Filderstadt (Müllerbader) 2000.
- Johannes Pfeuffer: 20 Jahre montangeologische Lehre in Erlangen. In: Geologische Blätter für Nordost-Bayern und angrenzende Gebiete. 53, Nr. 1–4, Erlangen 2003, S. 71–80.
- Die Balneogeologie der Gegenwart in Lehre, Forschung und Praxis. In: Geologische Blätter für Nordost-Bayern und angrenzende Gebiete. 59, Nr. 1–4, Erlangen 2009, S. 283–300.